# اتین کاپو
اتین کاپو (انگلیسی: Étienne Capoue؛ زاده ۱۱ ژوئیهٔ ۱۹۸۸) یک بازیکن فوتبال اهل فرانسه است.
وی همچنین در تیم ملی فوتبال فرانسه بازی کرده است.